# Viola Reggio Calabria 2012-2013
La Viola Reggio Calabria ha preso parte al campionato di Divisione Nazionale A FIP 2012-2013, classificandosi al 10º posto finale.

## Roster
| Giocatori |
| --------- |

|    | Naz.                                     | Ruolo | Sportivo           | Anno | Alt. |  |  |
| -- | ---------------------------------------- | ----- | ------------------ | ---- | ---- |  |  |
| 4  | Italia (bandiera)                        | P     | Antonello Ricci    | 1992 | 190  |  |  |
| 7  | Italia (bandiera)                        | A     | Luca Fontecchio    | 1991 | 202  |  |  |
| 8  | Italia (bandiera)                        | G     | Marco Caprari      | 1976 | 194  |  |  |
| 9  | Italia (bandiera)                        | P     | Bruno Rappoccio    | 1994 | 187  |  |  |
| 10 | Argentina (bandiera) · Italia (bandiera) | A     | Agustin Fabi       | 1991 | 199  |  |  |
| 12 | Italia (bandiera)                        | P     | Alessandro Piazza  | 1987 | 172  |  |  |
| 11 | Italia (bandiera)                        | P     | Nunzio Sabbatino   | 1992 | 190  |  |  |
| 14 | Italia (bandiera)                        | AC    | Francesco Quaglia  | 1988 | 208  |  |  |
| 15 | Italia (bandiera)                        | AP    | Domenico Latella   | 1996 | 193  |  |  |
| 16 | Italia (bandiera)                        | AP    | Dario Scozzaro     | 1992 | 193  |  |  |
| 18 | Italia (bandiera)                        | PG    | Enrico Germani     | 1992 | 198  |  |  |
| 19 | Italia (bandiera)                        | G     | Brandon Viglianisi | 1994 | 187  |  |  |
| 21 | Italia (bandiera)                        | AC    | Marco Ammannato    | 1988 | 202  |  |  |
| 23 | Italia (bandiera)                        | G     | Giovanni Rugolo    | 1981 | 194  |  |  |

| Giocatori acquisiti a stagione in corso |
| --------------------------------------- |

|  | Naz.              | Ruolo | Sportivo          | Anno | Alt. |  |  |
|  | ----------------- | ----- | ----------------- | ---- | ---- |  |  |
|  | Italia (bandiera) | P     | Nunzio Sabbatino  | 1992 | 190  |  |  |
|  | Italia (bandiera) | P     | Antonello Ricci   | 1992 | 190  |  |  |
|  | Italia (bandiera) | P     | Alessandro Piazza | 1987 | 172  |  |  |
|  | Italia (bandiera) | G     | Giovanni Rugolo   | 1981 | 194  |  |  |

| Giocatori ceduti a stagione in corso |
| ------------------------------------ |

|  | Naz.              | Ruolo | Sportivo         | Anno | Alt. |  |       |
|  | ----------------- | ----- | ---------------- | ---- | ---- |  | ----- |
|  | Italia (bandiera) | P     | Giacomo Mariani  | 1986 | 191  |  |       |
|  | Italia (bandiera) | PG    | Gionata Zampolli | 1985 | 188  |  | [ 5 ] |

- Allenatore: Francesco Ponticiello (fino al 16 novembre 2012: Domenico Bolignano[6]).
- Vice allenatori: Aldo Russo, Pasquale Motta.

## Risultati

### Campionato

#### Girone di andata
| Reggio Calabria 30 settembre 2012, ore 18:00 1ª giornata | Viola Reggio Calabria | 67 – 82 (22-17, 36-37, 51-59) referto | Fortitudo Agrigento | PalaBotteghelle |

| Verbania 6 ottobre 2012, ore 21:00 2ª giornata | Fulgor Omegna | 76 – 82 (9-38, 27-56, 48-67) referto | Viola Reggio Calabria | PalaBattisti |

| Ferrara 10 ottobre 2012, ore 20:30 3ª giornata | Primavera Mirandola | 89 – 75 (24-21, 51-38, 70-57) referto | Viola Reggio Calabria | PalaSegest |

| Reggio Calabria 14 ottobre 2012, ore 12:00 4ª giornata | Viola Reggio Calabria | 61 – 71 (17-19, 29-42, 45-54) referto | Olimpia Basket Matera | PalaBotteghelle |

| San Severo 21 ottobre 2012, ore 18:00 5ª giornata | Cestistica San Severo | 84 – 78 (23-19, 45-39, 64-58) referto | Viola Reggio Calabria | Palasport Falcone e Borsellino |

| Reggio Calabria 28 ottobre 2012, ore 18:00 6ª giornata | Viola Reggio Calabria | 58 – 69 (15-15, 25-35, 38-53) referto | Eagles Basket Bologna | PalaBotteghelle |

| Chieti 1º novembre 2012, ore 18:00 7ª giornata | Pallacanestro Chieti | 84 – 66 (22-17, 40-39, 63-48) referto | Viola Reggio Calabria | PalaTricalle |

| Reggio Calabria 4 novembre 2012, ore 18:00 8ª giornata | Viola Reggio Calabria | 56 – 71 (12-21, 30-40, 37-54) referto | PMS Torino | PalaBotteghelle |

| Reggio Calabria 18 novembre 2012, ore 18:00 10ª giornata | Viola Reggio Calabria | 68 – 75 (14-17, 26-34, 49-59) referto | Perugia Basket | PalaBotteghelle |

| Firenze 14 novembre 2012, ore 20:30 11ª giornata | Pallacanestro Firenze | 88 – 65 (21-19, 50-31, 71-46) referto | Viola Reggio Calabria | Nelson Mandela Forum |

| Reggio Calabria 25 novembre 2012, ore 18:00 12ª giornata | Viola Reggio Calabria | 79 – 76 (17-12, 30-36, 54-56) referto | CUS Bari | PalaBotteghelle |

| Codogno 2 dicembre 2012, ore 18:00 13ª giornata | Unione Cest. Casalpusterlengo | 65 – 77 (13-17, 32-35, 46-55) referto | Viola Reggio Calabria | PalaCampus |

| Reggio Calabria 9 dicembre 2012, ore 18:00 14ª giornata | Viola Reggio Calabria | 71 – 69 (20-19, 37-32, 63-47) referto | Basket Recanati | PalaBotteghelle |

| Castelletto Sopra Ticino 16 dicembre 2012, ore 18:00 15ª giornata | Pallacanestro Lago Maggiore | 84 – 74 (19-19, 45-39, 55-59) referto | Viola Reggio Calabria | PalAmico |

| Reggio Calabria 23 dicembre 2012, ore 18:00 16ª giornata | Viola Reggio Calabria | 75 – 67 (23-13, 42-30, 62-49) referto | Associazione Basket Latina | PalaBotteghelle |

| Treviglio 30 dicembre 2012, ore 18:00 17ª giornata | Blu Basket 1971 Treviglio | 87 – 74 (24-18, 46-39, 64-52) referto | Viola Reggio Calabria | PalaFacchetti |

| Reggio Calabria 6 gennaio 2013, ore 18:00 18ª giornata | Viola Reggio Calabria | 86 – 76 (22-17, 45-29, 62-51) referto | Pallacanestro Lucca | PalaBotteghelle |

| Ferrara 13 gennaio 2013, ore 12:00 19ª giornata | Pallacanestro Ferrara | 75 – 81 (15-13, 42-32, 63-54) referto | Viola Reggio Calabria | Palazzeto dello Sport |

#### Girone di ritorno
| Agrigento 20 gennaio 2013, ore 18:00 20ª giornata | Fortitudo Agrigento | 65 – 66 (16-13, 29-27, 40-46) | Viola Reggio Calabria | PalaMoncada |

| Reggio Calabria 27 gennaio 2013, ore 18:00 21ª giornata | Viola Reggio Calabria | 73 – 77 (18-18, 31-42, 48-58) referto | Fulgor Omegna | PalaBotteghelle |

| Reggio Calabria 30 gennaio 2013, ore 20:30 22ª giornata | Viola Reggio Calabria | 76 – 67 (12-22, 35-40, 57-55) referto | Primavera Mirandola | PalaBotteghelle |

| Matera 3 febbraio 2013, ore 18:00 23ª giornata | Olimpia Basket Matera | 69 – 77 (20-21, 38-39, 54-52) referto | Viola Reggio Calabria | PalaSassi |

| Reggio Calabria 10 febbraio 2013, ore 18:00 24ª giornata | Viola Reggio Calabria | 66 – 56 (16-8, 26-24, 43-42) referto | Cestistica San Severo | PalaBotteghelle |

| Reggio Calabria 24 febbraio 2013, ore 18:00 26ª giornata | Viola Reggio Calabria | 80 – 76 (18-25, 34-45, 55-59) referto | Pallacanestro Chieti | PalaBotteghelle |

| Torino 3 marzo 2013, ore 18:00 27ª giornata | PMS Torino | 80 – 59 (14-14, 38-33, 55-46) referto | Viola Reggio Calabria | PalaRuffini |

| Perugia 10 marzo 2013, ore 18:00 29ª giornata | Perugia Basket | 67 – 79 (16-20, 34-40, 47-57) referto | Viola Reggio Calabria | PalaEvangelisti |

| Reggio Calabria 24 marzo 2013, ore 18:00 30ª giornata | Viola Reggio Calabria | 74 – 72 (18-17, 32-37, 50-61) referto | Pallacanestro Firenze | PalaBotteghelle |

| Bari 27 marzo 2013, ore 20:30 31ª giornata | CUS Bari | 75 – 73 (d.t.s.) (19-18, 35-34, 49-55, 66-66) referto | Viola Reggio Calabria | PalaFlorio |

| Reggio Calabria 7 aprile 2013, ore 18:00 32ª giornata | Viola Reggio Calabria | 87 – 91 (d.t.s.) (13-26, 29-42, 50-62,79-79) referto | Unione Cest. Casalpusterlengo | PalaBotteghelle |

| Recanati 14 aprile 2013, ore 18:00 33ª giornata | Basket Recanati | 60 – 57 (19-17, 30-24, 42-44) referto | Viola Reggio Calabria | Palasport Cingolani |

| Reggio Calabria 21 aprile 2013, ore 18:00 34ª giornata | Viola Reggio Calabria | 77 – 69 (22-20, 38-41, 59-48) referto | Pallacanestro Lago Maggiore | PalaBotteghelle |

| Latina 25 aprile 2013, ore 18:00 35ª giornata | Associazione Basket Latina | 83 – 91 (22-15, 43-40, 55-67) referto | Viola Reggio Calabria | PalaBianchini |

| Reggio Calabria 28 aprile 2013, ore 18:00 36ª giornata | Viola Reggio Calabria | 71 – 53 (14-18, 30-29, 50-40) referto | Blu Basket 1971 Treviglio | PalaBotteghelle |

| Lucca 5 maggio 2013, ore 18:00 37ª giornata | Pallacanestro Lucca | 89 – 83 (20-20, 47-42, 71-57) referto | Viola Reggio Calabria | PalaTagliate |

| Reggio Calabria 12 maggio 2013, ore 18:00 38ª giornata | Viola Reggio Calabria | 77 – 78 (18-16, 35-32, 54-52) referto | Pallacanestro Ferrara | PalaBotteghelle |